# Flinders Highway (Queensland)
Der Flinders Highway ist eine Fernverkehrsstraße im australischen Bundesstaat Queensland. Er führt vom Bruce Highway in Townsville an der Pazifikküste westwärts bis zum Barkly Highway bei Cloncurry.
Der Highway hieß früher National Route 78 (N78), wurde jedoch im Zuge der Umstellung australischer Straßennamen in A6 umbenannt. Gelegentlich wird der Highway auch Overlander genannt.
Benannt ist der HWY nach Captain Matthew Flinders (1774–1814). Er wurde in Lincolnshire geboren, er trat der Britischen Marine 1789 bei und erreichte unter Captain William Bligh 1795 Sydney. Von 1801 bis 1803 umrundete er Australien, er hat die Küstenlinien kartographiert. 1810 kam er krank nach England zurück. Einen Tag vor seinem Tod wurde sein Buch über Australien veröffentlicht. Seine Gebeine, die als verschollen galten, wurde 2019 in London gefunden.

## Verlauf
Der Highway führt größtenteils durch das australische Outback und passiert dabei zahlreiche kleine Städte. Vorherrschender Wirtschaftszweig ist die Landwirtschaft.
Townsville und den Bruce Highway (NA1) verlässt der Flinders Highway Richtung Süden. Nach ca. 70 km biegt er nach Südwesten ab, überquert den Burdekin River und erreicht Charters Towers, wo er die Gregory Developmental Road (A7 / S63) kreuzt. Dann setzt er seinen Weg nach West-Südwesten fort und überquert kurz vor der Kleinstadt Pentland den Campaspe River und den Cape River. Weiter führt ihn sein Weg nach Westen. Kurz vor Hughenden, wo die Kennedy Developmental Road (S62) kreuzt, erreicht er das Südufer des Flinders River, nach dem er benannt wurde.
Über Richmond folgt die Straße dem Fluss bis kurz vor Julia Creek. Julia Creek liegt im McKinlay District, der bekannt wurde durch den Film „Crocodile Dundee“. In Julia Creek kreuzt die Wills Developmental Road (S83). Nachdem der Flinders Highway den Gilliat River, den Fullarton River und den Williams River überquert hat, trifft sie 14 km östlich von Cloncurry auf den von Südosten kommenden Landsborough Highway (NA2) und bildet zusammen mit ihm den Barkly Highway (NA2), der weiter nach Westen nach Cloncurry, Mount Isa und über die Grenze ins Northern Territory führt.
Der höchste Punkt im Verlauf des Highways liegt auf 560 m, der niedrigste auf 7 m.